# Kern (soldado)

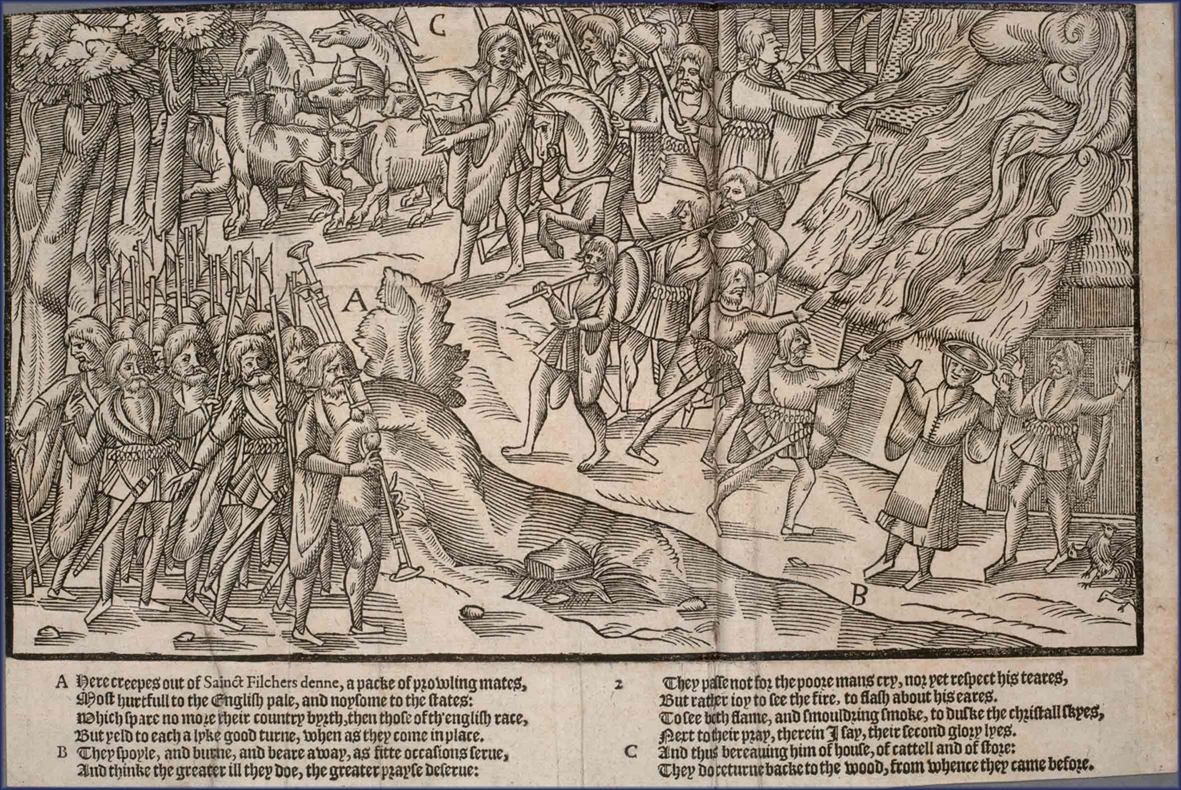
Una incursión representada en La imagen de Irelande (1581). Los kerns constituían el núcleo del ejército, como soldados de infantería ligera.

Un kern era un guerrero gaélico, concretamente un soldado de infantería ligera, en la Irlanda de fines de la Edad Media.

## Etimología
La palabra kern es una anglicización de la palabra del irlandés medio ceithern [ˈkʲeθʲern] o ceithrenn que se refiere a un grupo de personas, particularmente "hombres que luchan". Un miembro individual es un ceithernach. La palabra puede derivar de una palabra protocelta conjetural *keternā, en última instancia, de una raíz indoeuropea que significa cadena. Kern fue adoptado en inglés como un término para un soldado gaélico en la Irlanda medieval y como cateran, que significa 'merodeador de las Tierras Altas', 'bandido'. El término ceithernach también se usa en irlandés moderno para designar al peón del ajedrez.

## Roles militares

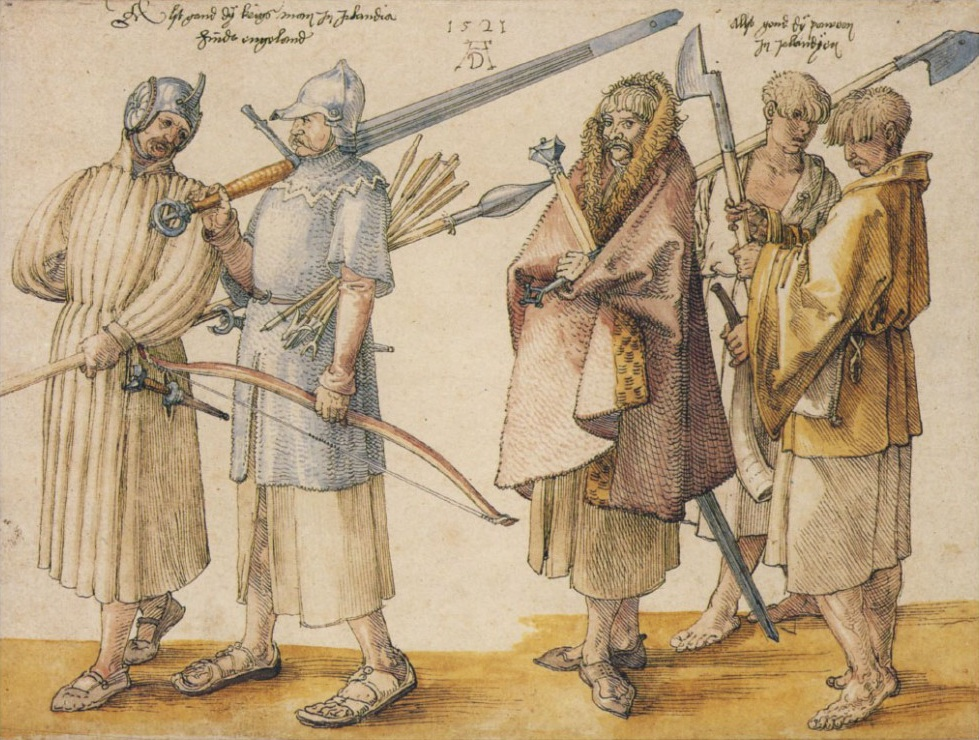
Kerns irlandeses por Durero, 1521

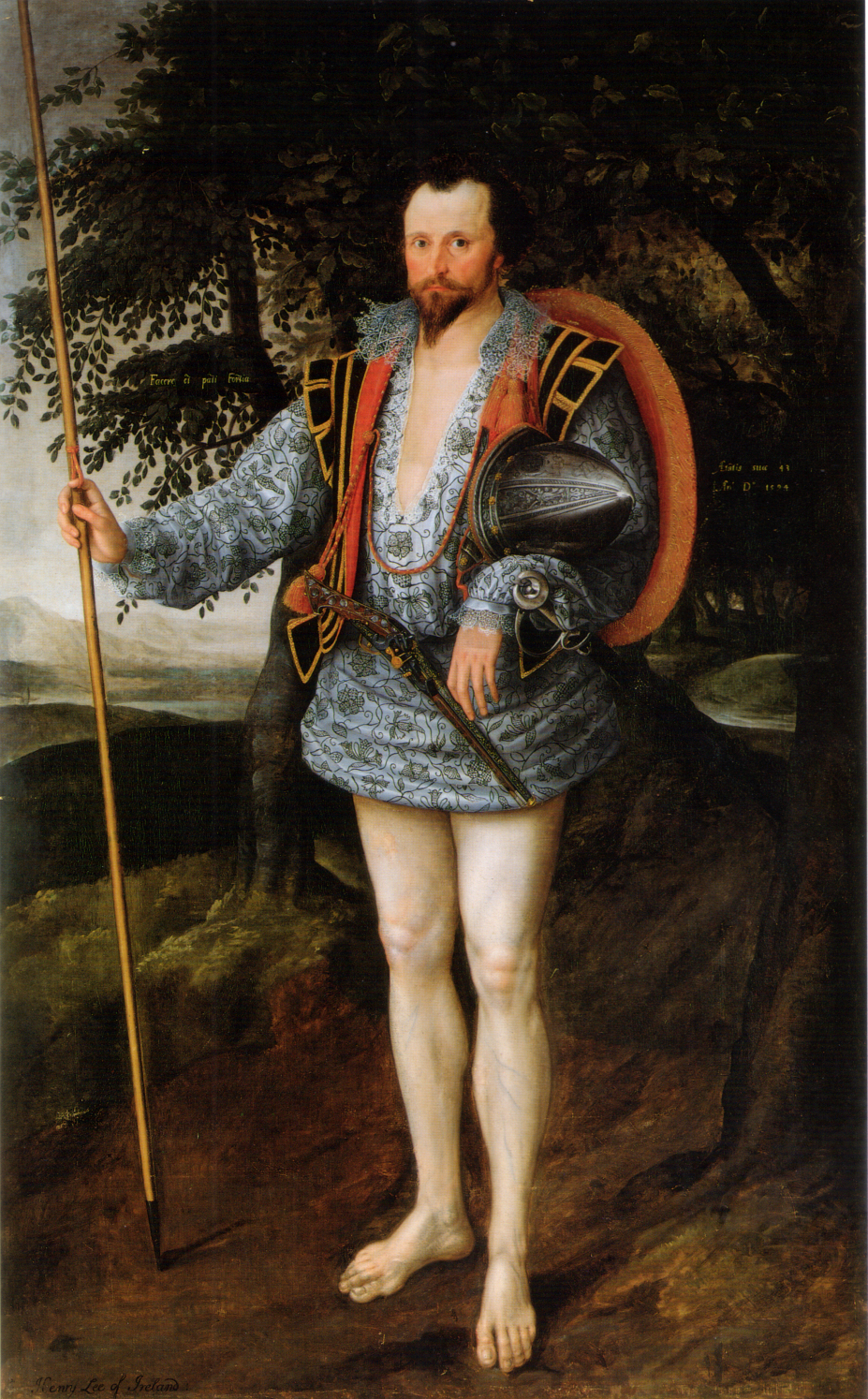
Thomas Lee por Marcus Gheeraerts como capitán de kerns, 1594

Los kerns acompañaban a bandas de mercenarios gallowglass como sus fuerzas de infantería ligera, mientras estos eran la infantería pesada. Sin embargo, esta estructura de "ejército" de dos niveles no debe tomarse como un reflejo de los ejércitos irlandeses anteriores a las invasiones normandas, ya que había más soldados entrenados localmente que desempeñaban varios roles antes de esto. 
Anteriormente, el Ceithern habría consistido en una miríada de infantería tipo milicia, y posiblemente caballería ligera, muy probablemente recordada más tarde en los "chicos a caballo" que acompañaban a los gallowglass y luchaban como caballería ligera. Habían estado armados con elementos cotidianos o con lo que ellos mismos poseyeran, generalmente con espadas, escudos, arcos, jabalinas y completarían numerosas porciones de un ejército, probablemente formando la gran mayoría de las fuerzas gaélicas. A mediados del siglo XVI, se sabía que Shane O'Neill había armado a su campesinado y Hugo O'Neill, conde de Tyrone, equipó a muchos de sus Ceithernn con ropa y armas de batalla contemporáneas, entrenándolos como una fuerza profesional completa, con capitanes experimentados y armas modernas.

### Equipamiento y tácticas militares
Jean Froissart (c. 1337–c. 1410) incluye una descripción de los irlandeses que usaban una armadura "muy simple" (quizás formas de protección de cuero o tela). Los kerns eran tropas ligeras que dependían de la velocidad y la movilidad, y solían utilizar tácticas de ataque relámpago como un multiplicador de fuerza para enfrentarse a formaciones mucho más grandes. En palabras de un escritor, eran "más ligeros y vigorosos que [los soldados ingleses] en trabajo y destreza". John Dymmok, que sirvió en el séquito del conde de Essex, el señor lugarteniente en Irlanda de Isabel I, proporciona la descripción clásica de un kern equipado para la guerra: "... una especie de lacayo, ligeramente armado con una espada, un blanco (escudo redondo) de madera, o un arco y un haz de flechas con puntas de púas, o bien tres dardos, que lanzaban con maravillosa facilidad y cercanía, arma más nociva para el enemigo, especialmente para los jinetes, que mortífera". Los kerns estaban armados con una espada (claideamh), una daga larga (scian), un arco (bogha) y un juego de jabalinas o dardos (ga).
Los kerns rápidamente fueron adoptando las armas y la metodología militar del continente, volviéndose muy dependientes de la potencia de fuego. Sin embargo, conservaron sus armamentos originales y los utilizaban con gran eficacia en áreas donde la formación de picas y tiros era ineficaz, como bosques y matorrales densos.

## Kerns del bosque
Los irlandeses nativos desplazados por los invasores anglonormandos operaban como bandidos en las áreas boscosas de Irlanda, donde eran conocidos como "kerns del bosque" o Cethern Coille. Eran una amenaza tan grande para los nuevos colonos que se aprobó una ley en 1297 que exigía a los señores dueños de los bosques que mantuvieran los caminos libres de árboles caídos y en crecimiento, para dificultar que los kerns lanzaran sus ataques.